# Klasa (miernictwo)
Klasa – umowne oznaczenie dokładności pomiaru bądź tolerancji wykonania obiektu w budowie maszyn.
- klasa przyrządu pomiarowego określa wartość błędu maksymalnego, jaki może wystąpić podczas wykonywanego nim pomiaru. Określana jest jako błąd procentowy w stosunku do pełnego zakresu pomiarowego. Klasę przyrządu można dodatkowo podzielić na klasę laboratoryjną (przyrządy o klasie 0,2 i 0,5) i klasę techniczną (przyrządy o klasach równych 1 i większych)[1].
- klasa obiektu w budowie maszyn oznacza dokładność wykonania (np. dopuszczalną odchyłkę wymiarów, położenia lub kształtu).